# آنتونی کیدیس
آنتونی کیدیس (انگلیسی: Anthony Kiedis؛ زادهٔ ۱ نوامبر ۱۹۶۲) یک موسیقی‌دان اهل ایالات متحده آمریکا است. وی از سال ۱۹۸۳ میلادی تاکنون مشغول فعالیت بوده‌است. وی خواننده اصلی گروه رد هات چیلی پپرز است.
از فیلم‌ها یا برنامه‌های تلویزیونی که وی در آن نقش داشته‌است می‌توان به مشت، نقطه شکست و تعقیب اشاره کرد.
در نوجوانی به همراه دوستش فلی ، در ابتدا شروع به نوازیدن و بازخوانی اهنگ‌های معروف کردند و پس از مدتی ، گروه رد هات چیلی پپرز (به انگلیسی ، red hot chili peppers ) ساختند و شروع به اهنگ سازی کردند .
در ابتدا اولین آلبومشان چندان فروشی نداشت ، اما در ادامه دومین آلبومشان ، بلافاصله در لیست پرفروش ترین‌ها قرار گرفت .